# Hóa thạch người Piltdown

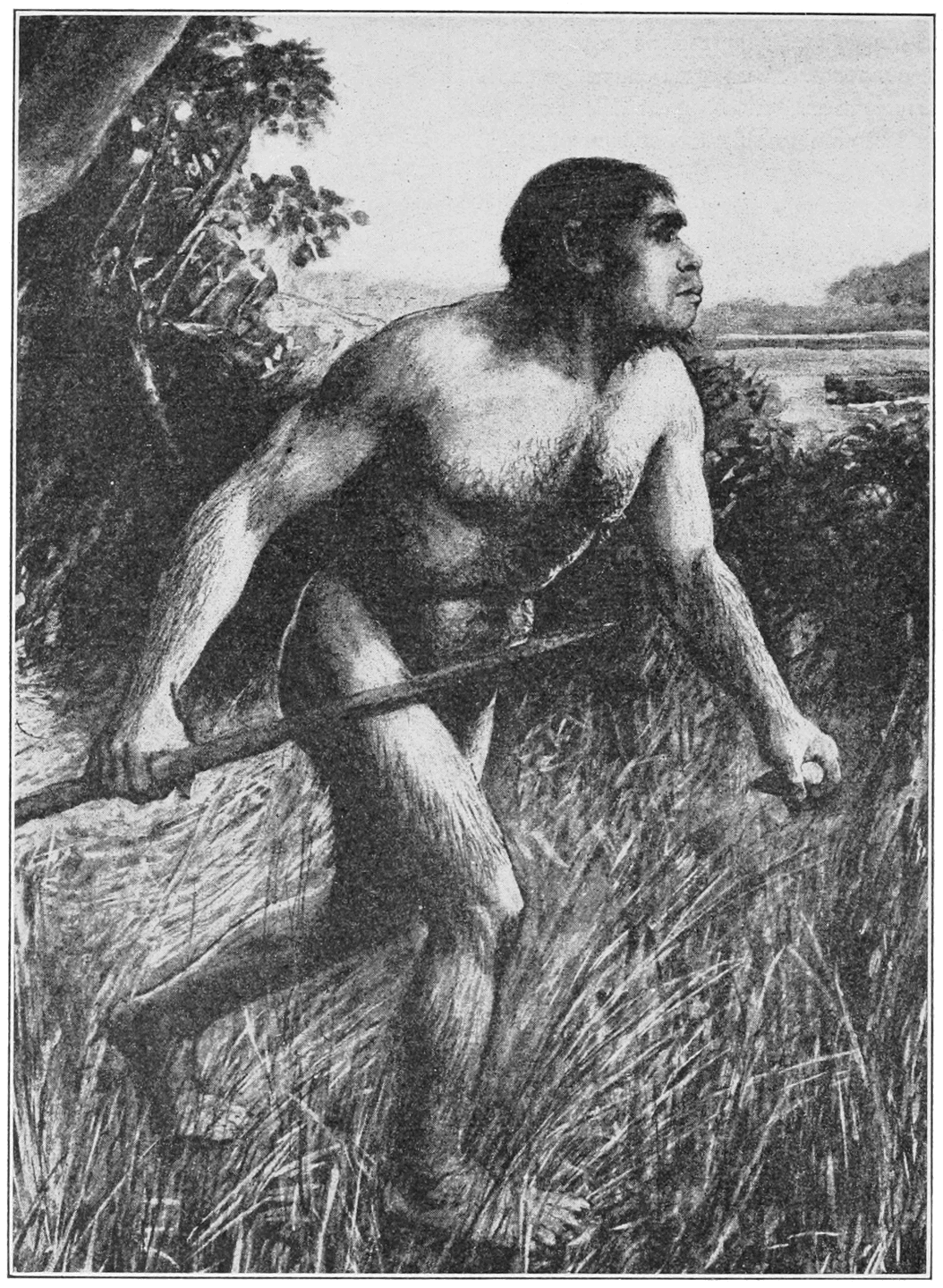
Eoanthropus dawsoni vẽ năm 1913

Hóa thạch người Piltdown (Piltdown Man) là một trò đánh lừa cổ sinh học, trong đó các mảnh xương đã được trưng bày như là hóa thạch của một người tiền sử chưa từng được biết đến. Những mảnh vỡ bao gồm các bộ phận của hộp sọ và xương hàm, nói là đã được thu thập vào năm 1912 từ một mỏ sỏi ở Piltdown, East Sussex, Anh quốc.
Tên Latin Eoanthropus Dawsoni đã được đặt cho mẫu vật theo tên nhà sưu tập Charles Dawson (1864–1916), một luật sư và nhà khảo cổ học nghiệp dư, với hàm ý "người-bình minh của Dawson" (dawn-man). Tầm quan trọng của mẫu vật là đề tài tranh cãi cho đến khi nó được xác định vào năm 1953 là một sự giả mạo, bao gồm xương hàm dưới của đười ươi cố tình kết hợp với hộp sọ của con người hiện đại phát triển đầy đủ.
Hóa thạch người Piltdown có lẽ là trò lừa nổi tiếng nhất trong lịch sử khoa học. Nó trở nên nổi tiếng vì hai lý do: 
- Sự quan tâm mà nó mang lại cho các vấn đề về tiến hóa loài người,
- Thời gian phát hiện ra nó là một gian lận dài đến trên 40 năm.[2][3]

## Hoàn cảnh
Vào đầu thế kỷ 20 dấu tích di cốt người tiền sử đã tìm thấy rất ít. Nổi tiếng nhất là người Neanderthal 1856, người Java năm 1891 và hàm dưới của Mauer năm 1907 (Mauer 1). Giới khoa học giải thích những gì đã phát hiện như là các hình thức chuyển tiếp đến con người hiện đại, nhưng những bằng chứng thưa thớt dẫn đến cả một loạt các giải thích khác nhau, cũng như nghi vấn về những bước phát triển xảy ra trên con đường tiến hóa tới con người hiện đại. Việc phát hiện ra di cốt Piltdown dường như làm cho câu hỏi đó có thể được trả lời một lần rõ hơn, và do đó đây là một khám phá giật gân. Điều này giải thích tại sao nó được chấp nhận nhanh chóng, mặc dù hoàn cảnh tìm thấy thật đáng ngờ.

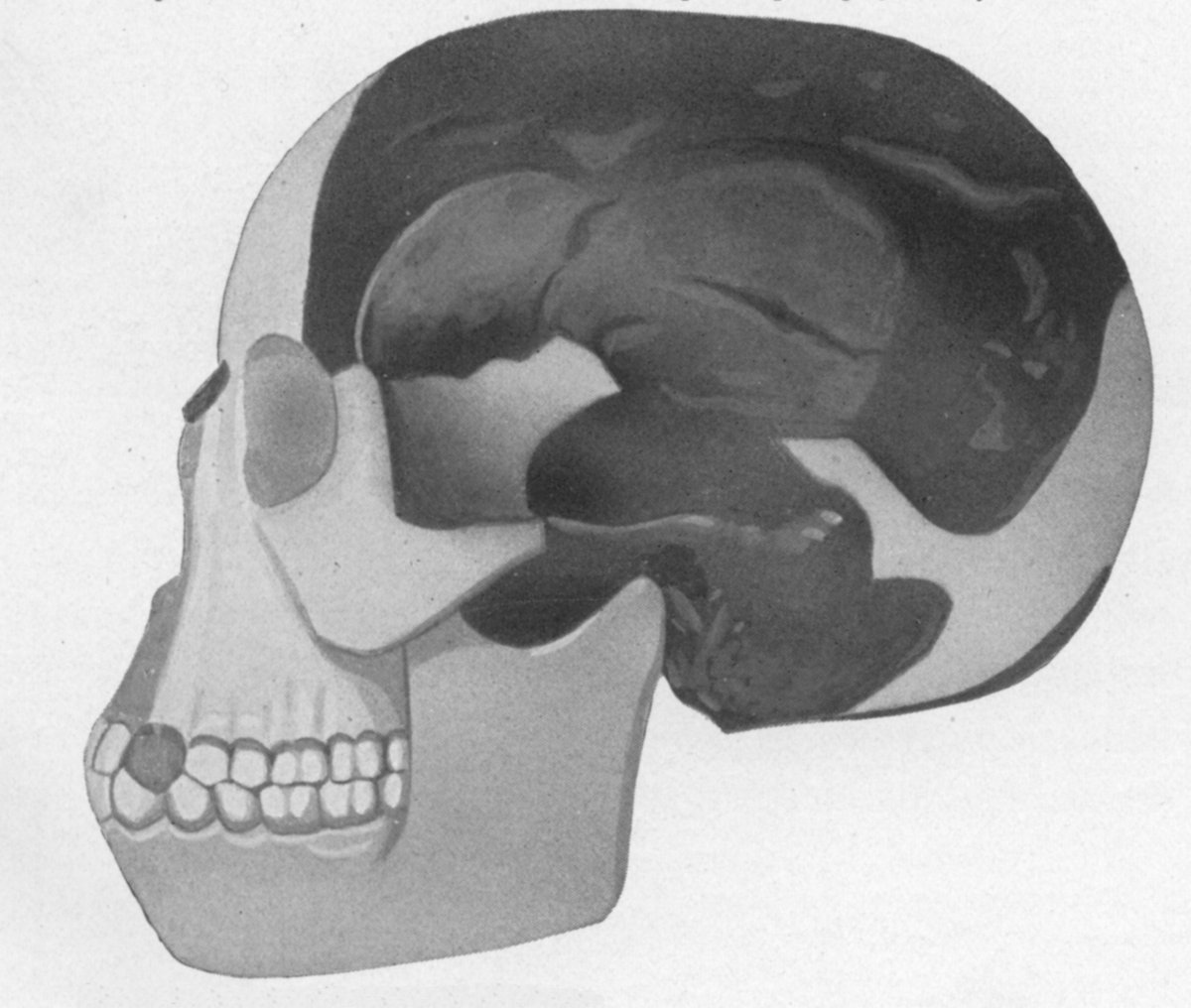
Khôi phục hộp sọ
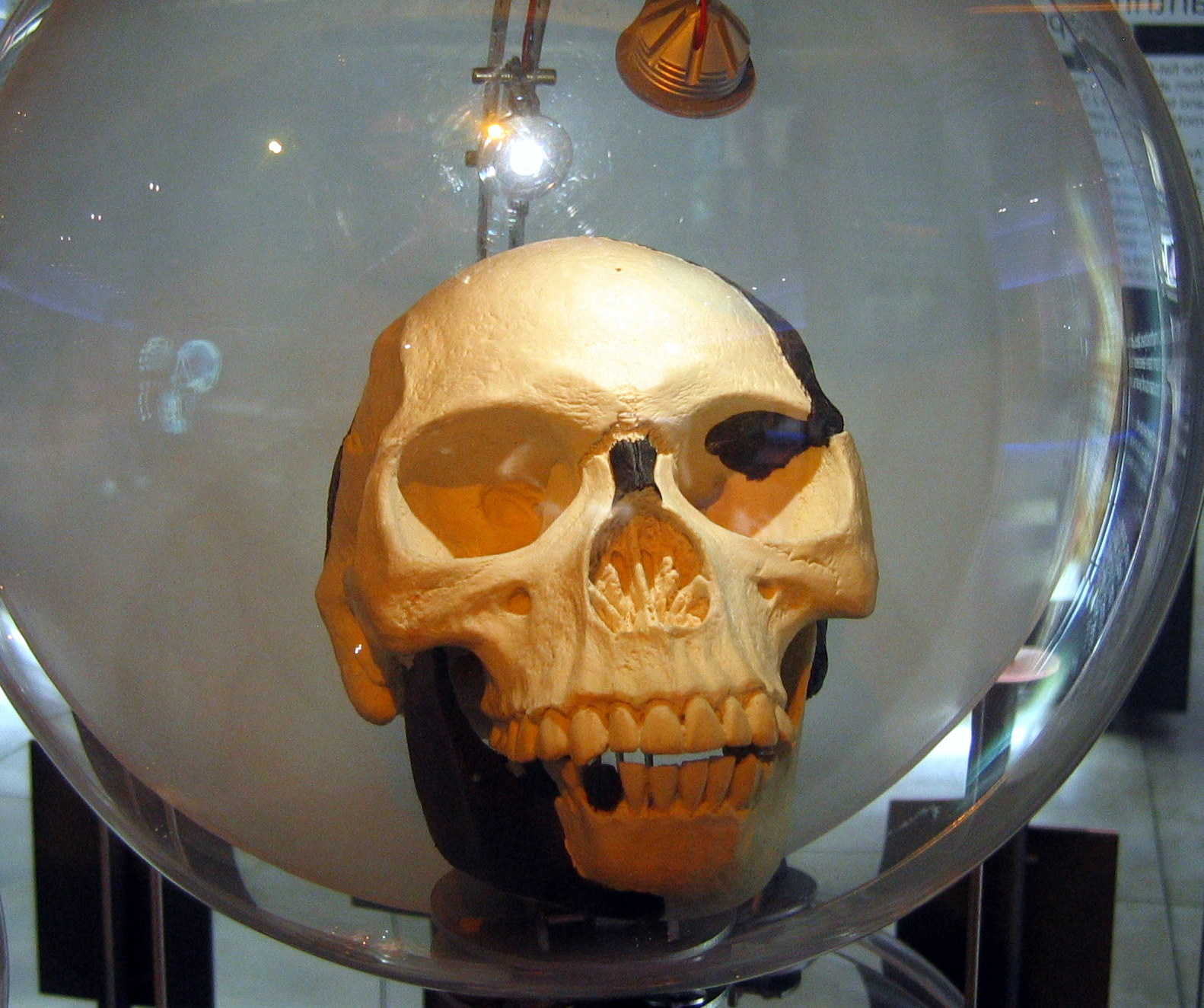
Khôi phục hộp sọ
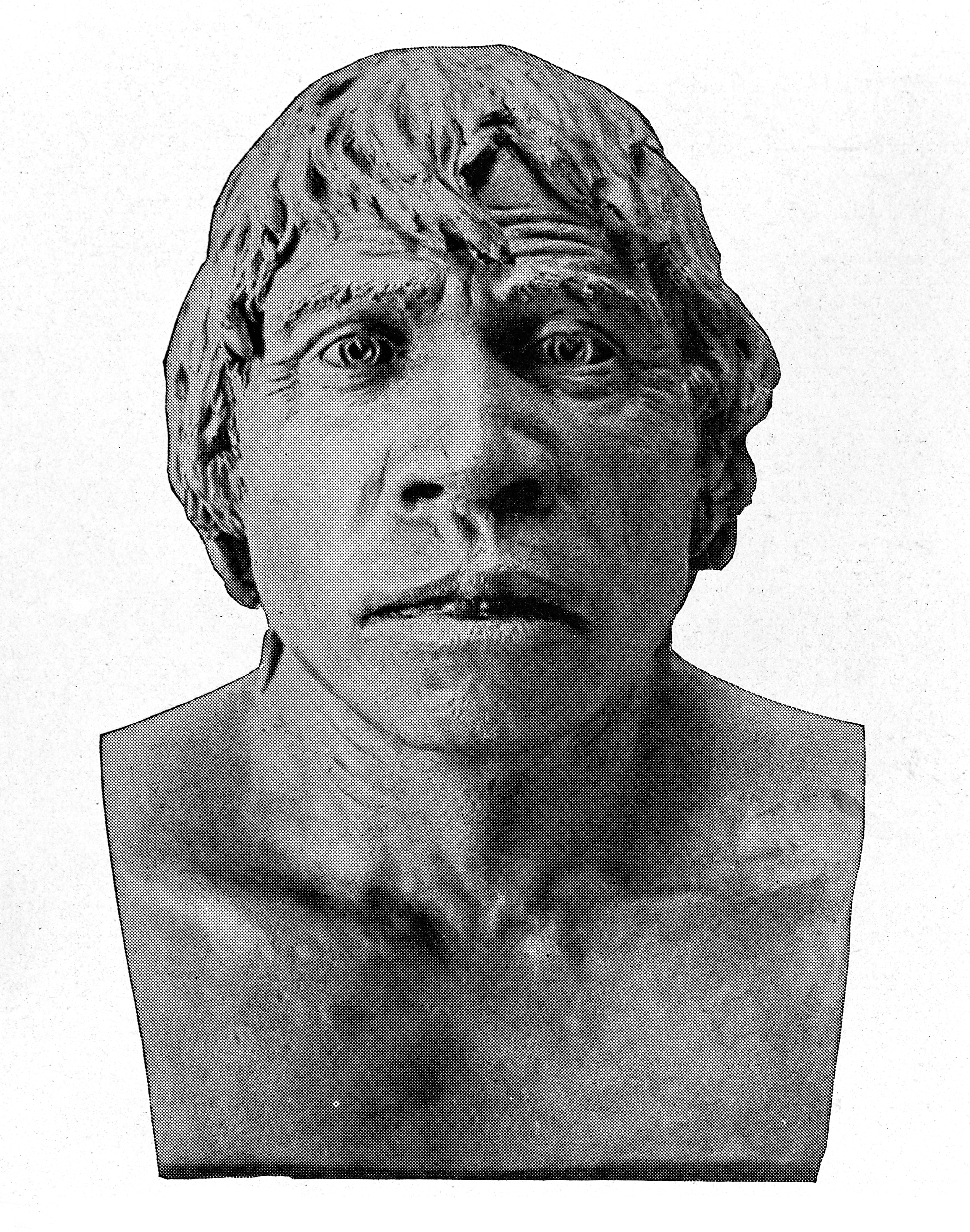
Khôi phục khuôn mặt.
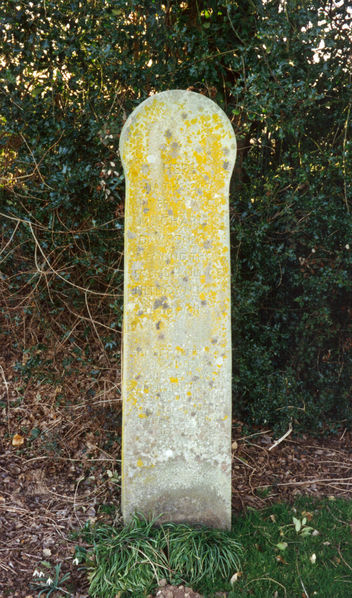
Bia ghi nhận phát hiện Piltdown.

Điểm đặc biệt của di cốt này là có tuổi cao, ước tính vào khoảng 500.000 năm trước, con người đã có sọ tương tự người hiện đại và một hàm nguyên thủy hơn, gợi ý tới một loài khỉ lớn. Sự kết hợp này dẫn đến kết luận sâu sắc về sự tiến hóa của con người đã được dựng ra, trong đó có sự phát triển của con người hiện đại tại châu Âu đã diễn ra và đã phát triển một bộ não lớn rất sớm ở người. Nó dẫn đến Australopithecus đầu tiên tìm thấy, chẳng hạn em bé Taung, trong nhiều thập kỷ không được cổ nhân loại học Anh và Mỹ công nhận như là vượn dạng người.
Tuy nhiên các nhà nghiên cứu Đức và Pháp, do hiểu biết chính xác về hóa thạch người Neanderthal, nên đã nghi ngờ từ đầu về biểu hiện của các mảnh vỡ Piltdown. Các hóa thạch tìm thấy sau đó từ châu Á và châu Phi cho thấy "người Piltdown" là câu đố trong việc ghép chi nhánh cho nó vào cây phả hệ nhân loại, vì đó là một con đường hoàn toàn khác với sự phát triển của người hiện đại, trong đó sự gia tăng khối lượng não là chậm hơn. Ý nghĩa của "người Piltdown" đã trải qua 40 năm tranh cãi, cho đến năm 1953 thì được vạch trần là một sự giả mạo: Đó là hộp sọ của một người đàn ông hiện đại, chế tác với xương hàm dưới của đười ươi đã chôn vùi ở hố sỏi cùng với những mảnh xương động vật và công cụ bằng đá.

## Phát hiện hóa thạch
Những tình tiết chính xác về phát hiện hộp sọ Piltdown không được thông tin rõ ràng. Charles Dawson báo cáo là vào năm 1908 khi đến thăm mỏ sỏi Piltdown một công nhân đã bàn giao mảnh đầu tiên của hộp sọ người. Vì thế ông đến hố sỏi nhiều lần trong những năm tiếp theo và phát hiện vài mảnh vỡ hộp sọ khác. Những phát hiện được đưa cho Arthur Smith Woodward, người phụ trách bộ phận địa chất của Bảo tàng Anh. Woodward rất quan tâm đến những phát hiện, đã đi cùng Dawson nhiều lần đến nơi, từ tháng 6 đến tháng 9 năm 1912 phát hiện thêm các bộ phận của hộp sọ và một nửa của hàm dưới, trong đó thiếu phần nối chung. Đôi khi cả Pierre Teilhard de Chardin cũng tham gia vào khai quật hố sỏi. Hộp sọ được coi là tìm thấy in-situ, còn hầu hết các phần khác được tìm thấy trong đống đất của mỏ đá.

## Biểu thời gian sự kiện
- 1908: Dawson tuyên bố phát hiện ra các mảnh vỡ hộ sọ Piltdown đầu tiên.
- 1912 tháng 2: Dawson liên lạc với Woodward về mảnh sọ đầu tiên.
- 1912 Tháng 6: Dawson, Woodward và Teilhard de Chardin lập đội khai quật.
- 1912 Tháng 6: Đội tìm thấy molar voi, mảnh sọ.
- 1912 Tháng 6: Xương sọ đỉnh phải và xương hàm được phát hiện.
- 1912 Tháng 11: Tin tức được công bố cho báo chí.
- 1912 Tháng 12: Trình bày chính thức về "người Piltdown".
- 1913: David Waterston kết luận mẫu là hàm dưới của vượn và hộp sọ của người.
- 1914: Sọ Talgai (Úc) được tìm thấy, vào thời điểm đó được coi là xác nhận cho "người Piltdown".
- 1915: Marcellin Boule kết luận mẫu là hàm dưới của vượn và hộp sọ của người. Gerrit Smith Miller kết luận hàm là từ hóa thạch vượn.
- 1923: Franz Weidenreich báo cáo di cốt bao gồm hộp sọ người hiện đại và hàm đười ươi có răng cắm vào.
- 1925: Edmonds báo cáo lỗi địa chất ở Piltdown. Báo cáo bị bỏ qua.
- 1943: Kiểm tra hàm lượng flo được đề xuất lần đầu tiên.
- 1948: Người Anh tiền sử (The Earliest Englishman) của Woodward được xuất bản (truy tặng).
- 1949: Kiểm tra hàm lượng flo cho thấy người đàn ông Piltdown là tương đối gần đây.
- 1953: Weiner, Le Gros Clark, và Oakley phơi bày trò giả mạo.
- 2003: Toàn bộ bản chất sự nghiệp của Charles Dawson là giả mạo được xác định.[4][5][6]